# 田中龍雅
田中 龍雅（たなか りゅうが、2004年6月17日 - ）は、佐賀県出身の日本の柔道選手。階級は73kg級。身長173cm。組み手は右組み。血液型はO型。得意技は背負投。兄は66㎏級で活躍している田中龍馬。

## 経歴
柔道は4歳の時に精道館道場で始めた。昭栄中学2年の時に全国中学校柔道大会の50kg級で3位になると、3年の時には55kg級で3位となった。佐賀商業高校へ進むと、73kg級まで階級を上げた。1年の時には全国高校選手権で2位になった。2年の時にはインターハイの3回戦で敗れると、全日本ジュニアでも5位だったが、全国高校選手権では決勝で1年生ながらインターハイで優勝した東海大相模高校の木原慧登を背負投で破って優勝した。3年の時にはインターハイとほぼ同時期に開催された世界ジュニアの方に出場すると、決勝ではグランドスラム・アンタルヤで優勝するなどシニアでも実績のある、ジョージアのゲオルギー・テラシビリを横四方固で破って優勝した。団体戦では準決勝のフランス戦で終了間際に逆転勝ちすると、決勝のトルコ戦でも一本勝ちして、チームの優勝に貢献した。2023年には筑波大学へ進学した。体重別では初戦で敗れた学生体重別では決勝で国士舘大学4年の田中裕大に技ありで敗れて2位だった。体重別団体では決勝の明治大学戦で伊澤直乙斗に技ありで敗れるも、チームは兄の龍馬などの活躍により優勝した。なお、団体戦メンバー7人のうち、兄も含めて3人が田中姓だった。講道館杯では決勝で日本体育大学4年の石原樹に技ありで敗れて2位だった。グランドスラム・東京に出場予定だったが、ケガのため辞退した。グランプリ・オディベーラスでは準々決勝で中立選手として出場したロシアのマフマドベク・マフマドベコフを技ありで破るも、準決勝でスペインのサルバドル・カセス・ロカに崩袈裟固で敗れて3位だった。2年の時には体重別の決勝で自衛隊体育学校の内村秀資を合技で破って優勝した。今大会は66㎏級で兄の龍馬も優勝したため、24年振りの兄弟優勝となった。世界団体では準決勝のウズベキスタン戦でユルドシェフ、決勝のフランス戦でジョアン＝バンジャマン・ガバを大内刈で破ってチームの優勝に貢献した。グランプリ・ザグレブでは3回戦でイタリアのジョバンニ・エスポジトに立ち姿勢からの脇固めを仕掛けたとみなされて反則負けを喫した。講道館杯では決勝で自衛隊体育学校の内村秀資を背負投で破って優勝した。グランドスラム・東京では決勝でパーク24の石原樹に反則勝ちして優勝した。グランドスラム・バクーでは準々決勝でタジキスタンのアブバクル・シェロフに敗れると、その後の3位決定戦でも地元のブサル・ガランダルザデに敗れて5位だった。3年の時には体重別の準決勝で国士舘大学3年の竹市裕亮に技ありで敗れた。ワールドユニバーシティゲームズでは準々決勝でフランスの選手に敗れるも、その後の敗者復活戦を勝ち上がって3位になった。団体戦では準決勝の韓国戦で勝利すると、決勝のフランス戦は自らが出場する前にチームの優勝が決まった。
IJF世界ランキングは700ポイント獲得で57位(25/7/20現在)。

## 戦績
- 2018年 -　全国中学校柔道大会　3位(50kg級)
- 2019年 -　全国中学校柔道大会　3位(55kg級)
- 2020年 -　全国高校選手権　2位
- 2021年 -　全日本ジュニア　5位
- 2022年 -　全国高校選手権　優勝
- 2022年 -　オーストリアジュニア国際　優勝
- 2022年 -　世界ジュニア　個人戦　優勝　団体戦　優勝
- 2023年 - 学生体重別　2位
- 2023年 - 体重別団体　優勝
- 2023年 - 講道館杯　2位
- 2024年 -　グランプリ・オディベーラス　3位
- 2024年 - 体重別　優勝
- 2024年 - 世界団体　優勝
- 2024年 -　国スポ 優勝
- 2024年 -　体重別団体　3位
- 2024年 - 講道館杯 優勝
- 2024年 - グランドスラム・東京　優勝
- 2025年 - グランドスラム・バクー　5位
- 2025年 - 体重別　3位
- 2025年 - ワールドユニバーシティゲームズ 個人戦　3位　団体戦　優勝

(出典、JudoInside.com)